# لوسيو مارانهاو
لوسيو مارانهاو (بالبرتغالية: Lúcio Maranhão‏) هو لاعب كرة قدم برازيلي في مركز الهجوم، ولد في 28 نوفمبر 1988 في ساو لويز في البرازيل. لعب مع جمعية أرابيراكا الرياضية ونادي بوريرام يونايتد ونادي سي آر بي ونادي فورتاليزا ونادي فيتوريا ونادي فيغورينسي.

## وصلات خارجية
- لوسيو مارانهاو على موقع قاعدة بيانات كرة القدم.إي يو (الإنجليزية)
- لوسيو مارانهاو على موقع Soccerway.com (الإنجليزية)
- لوسيو مارانهاو على موقع AS.com (الإسبانية)